# Джакова къща
Джаковата къща (наричана още Замъкът) е разположена на Джамбаз тепе в Пловдив, над Античния театър в архитектурно-исторически резерват „Старинен Пловдив“.
Къщата е собственост на архитект Стефан Джаков. Построена е през 1925 г. в стил сецесион. Отличава се с островърхата си кула. През къщата минавала вита стълба от дърво, която води към тавана. Мебелировката и интериорът са с тоалетки, столове и маси с бронзови обкови и изрязани фигури, кристал, изработен във Виена.
През 1957 г. в къщата са заснети два български филма на режисьора Вацлав Кръшка – „Легенда за любовта“ и „Лабакан“. В 1959 г. се използва като декор и във филма „Малката“ на режисьора Никола Корабов. През 1999 г. се използва като заставка в епизодите на сериала „Клиника на третия етаж“.

## Галерия
- Джамбаз тепе с Джаковата къща от югоизток
- Горната част на Джамбаз тепе – Джаковата къща се намира в средата на снимката
- Изглед към горната част на Джамбаз тепе от запад с Джаковата къща наляво
- Джаковата къща от Античен театър
- Джаковата къща от юг